# Jo Byeong-kyu
Dans ce nom coréen, le nom de famille, Jo, précède le nom personnel.
Jo Byeong-kyu (hangeul : 조병규 ; RR : Jo Byeong-gyu ; MR : Cho Pyŏnggyu) est un acteur sud-coréen, né le 23 avril 1996 à Séoul.
Il se fait connaître dans les séries télévisées telles que Sky Castle (2018–2019) et Demon Catchers (2020/2023).

## Biographie

### Jeunesse
Jo Byeong-gyu naît le 23 avril 1996 à Séoul. Jeune, il obtient son diplôme au lycée des arts d'Anyang, ce qui lui permet de s'inscrire à l'institut des arts de Séoul.

### Carrière
En 2015, Jo Byeong-gyu apparaît pour la première fois à la télévision, dans la série Hooahyu haggyo 2015 (후아유: 학교 2015), diffusée sur KBS 2TV, puis dans la seconde saison de Cheongchunsidae (더 케이투, 2017) et Lanjeri sonyeosidae (란제리 소녀시대, 2017).
En décembre 2018, il dégage « une personnalité chic et machiste » et « fait preuve d'une performance inébranlable » en incarnant Cha Ki-joon, lycéen rebelle, dans la série dramatique Sky Castle (SKY 캐슬), diffusée sur JTBC, ce qui attire l'attention des téléspectateurs.
En janvier 2020, il est engagé pour incarner le rôle principal dans la série télévisée Demon Catchers (경이로운 소문), aux côtes des acteurs Yoo Jun-sang, Kim Se-jeong et Yeom Hye-ran,. Il s'agit de l'adaptation du webtoon Gyeong-iloun somun  (경이로운 소문, 2018) — également connu sous le titre anglophone Amazing Rumor — de Jang Yi, mis en ligne sur Daum,.

### Vie privée
En février 2021, Jo Byeong-gyu est accusé d'avoir été un intimidateur dans ses années scolaires, situation qui conduit à une suspension de sa carrière et à des enquêtes sur la véracité des allégations. En juillet 2021 de la même année, les enquêtes policières ont conclu que les allégations étaient inventées et que l'accusateur s'est excusé auprès de l'acteur, qui vient de reprendre sa carrière d'acteur.

## Filmographie partielle

### Cinéma

#### Long métrage
- 2021 : There Is an Alien Here (이 안에 외계인이 있다) de Choi Eun-jong : Do Geon-tae

#### Court métrage
- 2022 : School Caste (스쿨 카스트) de Kwak Gyeong-taek : Je-ah

### Télévision

#### Séries télévisées
- 2015 : Hooahyu haggyo 2015 (후아유: 학교 2015) : Byeong-kyu
- 2016 : The K2 (더 케이투) : le garçon à temps-partiel (épisode 8)
- 2017 : Cheongchunsidae (더 케이투) : Jo Chung-han
- 2017 : Lanjeri sonyeosidae (란제리 소녀시대) : Lee Bong-soo
- 2018 : Sky Castle (SKY 캐슬) : Cha Ki-joon
- 2019 : He Is Psychometric (사이코메트리 그녀석) : Kang Seong-mo, jeune
- 2019 : Stove League (스토브리그) : Han Jae-hee
- 2019 : Arthdal Chronicles (아스달 연대기):  Sateunik
- 2020 : Demon Catchers (경이로운 소문) : So Moon (16 épisodes)

Prochainement
- 2023 : History of Nerds (찌질의 역사) : Seo Min-ki

## Théâtre
- 2012 : Almost, Maine[9]
- 2013 : 맹진사댁 경사 (litt. « La maison de Maeng Jinsa »)[9]
- 2013 : Hamlet Hamlet (햄릿 햄릿)[9]
- 2014 : Othello (오셀로)[9]
- 2015 : La Mouette (로미오와 줄리엣)[9]
- 2016 : Roméo et Juliette (로미오와 줄리엣)[9]

## Distinctions

### Récompenses
- SBS Drama Awards 2020 : meilleur acteur débutant[10]
- Asia Model Awards 2021 : prix de l'étoile montante[11]